# Ohrožování výchovy dítěte
Ohrožování výchovy dítěte je dle českého práva (§ 201 zákona č. 40/2009 Sb.) trestný čin, Ten, kdo, byť i z nedbalosti, ohrozí rozumový, citový nebo mravní vývoj dítěte tím, že ho svádí k zahálčivému nebo nemravnému životu či mu takový život umožní vést, umožní mu opatřovat pro sebe nebo pro jiného prostředky trestnou činností nebo jiným zavrženíhodným způsobem, nebo závažným způsobem poruší svou povinnost o ně pečovat nebo jinou svou důležitou povinnost vyplývající z rodičovské zodpovědnosti, bude potrestán odnětím svobody až na dvě léta. Kdo umožní, byť i z nedbalosti, dítěti hru na výherním hracím přístroji, který je vybaven technickým zařízením, které ovlivňuje výsledek hry a které poskytuje možnost peněžité výhry, bude potrestán odnětím svobody až na jeden rok, peněžitým trestem nebo zákazem činnosti. Odnětím svobody na šest měsíců až pět let bude pachatel potrestán, spáchá-li výše uvedené činy ze zavrženíhodné pohnutky, pokračuje-li v páchání takového činu po delší dobu či spáchá-li jej opětovně nebo získá-li tím pro sebe nebo pro jiného značný prospěch.

## Vývoj právní úpravy
Současná právní úprava (§ 201 zákona č. 40/2009 Sb.) vychází z § 217 trestního zákona č. 140/1961 Sb. účinného od 1.1.1962
Ohrožování mravní výchovy mládeže
Kdo vydá, byť i z nedbalosti, osobu mladší než osmnáct let nebezpečí zpustnutí, tím, že
a) umožní jí vést zahálčivý nebo nemravný život, nebo
b) svádí ji k zahálčivému nebo nemravnému životu,
bude potrestán odnětím svobody až na dvě léta.
§ 217 vyhlášeného znění trestního zákona č. 140/1961 Sb. účinného od 1.1.1962

Ten vycházel z § 215 trestního zákona č. 86/1950 Sb. platného do konce roku 1961. Měl dlouho také jen jeden odstavec a horní hranice základní trestní sazby byla (a zůstává doposud) dva roky. Mravní výchovu mládeže však už nově neohrožují ti, kdo neplní svou povinnost pečovat o osobu mladší než osmnáct let. Naopak ale mohou být trestáni i ti, kdo takové osobě umožní vést zahálčivý nebo nemravný život (byť i neúmyslně).
Ohrožení mravní výchovy mládeže
Kdo, byť i z nedbalosti, vydá osobu mladší než osmnáct let v nebezpečí zpustnutí tím, že neplní svou povinnost o ni pečovat,

kdo takové osobě úmyslně umožní vést zahálčivý nebo nemravný život, nebo

kdo takovou osobu k zahálčivému nebo nemravnému životu svádí,

bude potrestán odnětím svobody až na dvě léta.
§ 215  trestního zákona č. 86/1950 Sb.

Od roku 1998 hrozí odnětí svobody až na jeden rok nebo peněžitý trest tomu, kdo umožní-li, byť i z nedbalosti, osobě mladší než 18 let hru na hracích přístrojích, které jsou vybaveny technickým zařízením, které ovlivňuje výsledek hry a které poskytuje možnost peněžité výhry.
Ohrožování mravní výchovy mládeže
(1) Kdo vydá, byť i z nedbalosti, osobu mladší než osmnáct let nebezpečí zpustnutí, tím, že
a) umožní jí vést zahálčivý nebo nemravný život, nebo
b) svádí ji k zahálčivému nebo nemravnému životu,
bude potrestán odnětím svobody až na dvě léta.

(2) Odnětím svobody až na jeden rok nebo peněžitým trestem bude pachatel potrestán, umožní-li, byť i z nedbalosti, osobě mladší než 18 let hru na hracích přístrojích, které jsou vybaveny technickým zařízením, které ovlivňuje výsledek hry a které poskytuje možnost peněžité výhry.
§ 217 trestního zákona č. 140/1961 Sb. (novela účinná od 1.1.1998)

Od roku 2004 pak takovémuto pachateli navíc hrozí i zákaz činnosti. Přibývá také třetí odstavec zpřísňující ve zvláštních případech trestní sazbu. Do prvního odstavce přibývá písmeno c) rozšiřující okruh pachatelů o osoby, které závažným způsobem poruší svou povinnost pečovat o osobu mladší než osmnáct let, Také bylo z názvu paragrafu vypuštěno slovo mravní.
Ohrožování výchovy mládeže
(1) Kdo vydá, byť i z nedbalosti, osobu mladší než osmnáct let nebezpečí zpustnutí tím, že
a) svádí ji k zahálčivému nebo nemravnému životu,
b) umožní ji vést zahálčivý nebo nemravný život, nebo
c) závažným způsobem poruší svou povinnost pečovat o osobu mladší než osmnáct let,
bude potrestán odnětím svobody až na dvě léta.
(2) Kdo umožní, byť i z nedbalosti, osobě mladší než osmnáct let hru na hracím přístroji, který je vybaven technickým zařízením, které ovlivňuje výsledek hry a které poskytuje možnost peněžité výhry, bude potrestán odnětím svobody až na jeden rok nebo peněžitým trestem nebo zákazem činnosti.
(3) Odnětím svobody na šest měsíců až pět let bude pachatel potrestán,
a) spáchal-li čin uvedený v odstavci 1 nebo 2 ze zavrženíhodné pohnutky,
b) pokračuje-li v páchání takového činu po delší dobu,
c) spáchal-li takový čin opětovně, nebo
d) získal-li takovým činem značný prospěch.
§ 217 trestního zákona č. 140/1961 Sb. (novela účinná od 1.1.2004)

Od 1.1.2010 vstupuje v účinnost nový trestní zákoník (zákon č. 40/2009 Sb.), ve kterém se (v § 201) již hovoří o dětech namísto mládeže či osob mladších než osmnáct let a o ohrožení rozumového, citového nebo mravního vývoje namísto vydání nebezpečí zpustnutí. Nově může být trestán až dvěma roky ten, kdo závažným způsobem poruší jakoukoli svou důležitou povinnost vyplývající z rodičovské zodpovědnosti (tedy nejen povinnost o dítě pečovat) nebo osoba, která umožní dítěti opatřovat pro sebe nebo pro jiného prostředky trestnou činností nebo jiným zavrženíhodným způsobem. Přísnější trestní sazbu může také dostat i ten, kdo získá činy popsanými v § 201 nejen pro sebe ale i pro jiného značný prospěch.
Ohrožování výchovy dítěte
(1) Kdo, byť i z nedbalosti, ohrozí rozumový, citový nebo mravní vývoj dítěte tím, že 
a) svádí ho k zahálčivému nebo nemravnému životu,
b) umožní mu vést zahálčivý nebo nemravný život,
c) umožní mu opatřovat pro sebe nebo pro jiného prostředky trestnou činností nebo jiným zavrženíhodným způsobem, nebo
d) závažným způsobem poruší svou povinnost o ně pečovat nebo jinou svou důležitou povinnost vyplývající z rodičovské zodpovědnosti,
bude potrestán odnětím svobody až na dvě léta.
(2) Kdo umožní, byť i z nedbalosti, dítěti hru na výherním hracím přístroji, který je vybaven technickým zařízením, které ovlivňuje výsledek hry a které poskytuje možnost peněžité výhry, bude potrestán odnětím svobody až na jeden rok, peněžitým trestem nebo zákazem činnosti.
(3) Odnětím svobody na šest měsíců až pět let bude pachatel potrestán,
a) spáchá-li čin uvedený v odstavci 1 nebo 2 ze zavrženíhodné pohnutky,
b) pokračuje-li v páchání takového činu po delší dobu,
c) spáchá-li takový čin opětovně, nebo
d) získá-li takovým činem pro sebe nebo pro jiného značný prospěch.
§ 201 zákona č. 40/2009 Sb.